# Iso Arajärvi (sjö i Pälkäne, Birkaland)
Iso Arajärvi är en sjö i kommunen Pälkäne i landskapet Birkaland i Finland. Sjön ligger 97,1 meter över havet. Arean är 44 hektar och strandlinjen är 5,59 kilometer lång. Sjön  ingår i Kumo älvs huvudavrinningsområde.   Den ligger omkring 40 km öster om Tammerfors och omkring 140 km norr om Helsingfors. 